# DARKNESS HEELS
『DARKNESS HEELS』（ダークネスヒールズ）とは、円谷プロダクションによる歴代のウルトラシリーズに登場する“悪役”であるダークヒーローたち「DARKNESS HEELS」を主役としたプロジェクト。

## 概要
ウルトラシリーズには個性的なダークヒーローが多数存在するが、本プロジェクトは2018年時点で特に若い世代の男女を中心に高い人気を誇る「ウルトラマンベリアル」「ダークザギ」「イーヴィルティガ」「カミーラ」「ジャグラス ジャグラー」ら、DARKNESS HEELSがメインとなっている。本格始動が告知された2018年9月7日に先駆け、同年7月20日に開催された『ウルトラマンフェスティバル 2018』会場内ステージのトークイベント「ダークヒーロー スペシャルナイト」の終盤にはDARKNESS HEELSがステージに登場しており、その模様を収録したBDも発売されている。
2018年10月18日から10月31日まで本プロジェクトの初イベント「DARKNESS HEELS WORLD」が開催された後、2019年12月14日・15日に開催された円谷プロ史上最大の祭典「TSUBURAYA CONVENTION」内プログラムにて「DARKNESS HEELS Morning Sabbat 〜夜明けのコーヒーとともに〜」が開催された。
ストーリー性のあるメディアミックスは舞台から行われた。2019年5月31日に初演が決定され、初演を経た同年9月25日にはその「深化版」の公演が決定して12月に公演された。キャラクターショーではないため、着ぐるみは着用せず、俳優の本人の顔と身体で演じている。公演の模様は、どちらもDVD化された。
円谷プロダクション会長の塚越隆行は漫画化やアニメ化も検討していることを2019年のインタビューで述べており、2021年には舞台版の後日談に相当する内容が漫画化された（#漫画を参照）ほか、2023年にはアニメ化の企画始動が「TSUBURAYA CONVENTION 2023」のオープニングセレモニーで発表された。

## 公式イベント

### ダークヒーロー スペシャルナイト
東京
2018年9月7日に『ウルトラマンフェスティバル 2018』内で開催されたスペシャルトークイベント（出演：青柳尊哉、渡辺邦斗、鶴田幸伸、ダークネスヒールズ、マグマ星人）。初のダークヒーローをメインとしたイベントということもありチケットは即完売となった。プログラム内容は出演者によるトークショー、ダークネスヒールズによるライブステージ、キャラクター撮影会。
大阪
2018年12月25日に『ウルトラマンフェスティバル in ひらかたパーク2018-2019』内で開催されたスペシャルトークイベント（出演：青柳尊哉、渡辺邦斗、ダークネスヒールズ、マグマ星人）。
DARKNESS HEELS〜THE LIVE〜 記者発表＆SPナイト
2019年8月15日に『ウルトラマンフェスティバル2019』内で開催された「DARKNESS HEELS〜THE LIVE〜」の記者発表を兼ねたステージイベント。（出演：校條拳太朗、谷佳樹、友常勇気、古谷大和、相楽伊織、久保田唱、ダークネスヒールズ、マグマ星人）

### DARKNESS HEELS WORLD
2018年版
2018年10月18日から10月31日まで、東京ソラマチ(R)5階 スペース634を会場として開催された。イメージ展示やフォトコーナーが設置され、このイベント用に会場でしか聞けないウルトラマンベリアル（声 - 小野友樹）による音声ナビが用意された。
2019年版
2019年10月19日から10月31日まで、東京ソラマチ(R)5階 スペース634を会場として開催された。土日祝には、日替わりで各キャラクターにフィーチャーした各回約20分のキャラクターショーが行われた。写真撮影会もあり、DARKNESS HEELSに加えてウルトラマントレギアやダークファウストなど、様々なダークヒーローも登場した。イメージ展示やフォトコーナーも前回から引き続き設置されており、期間中には舞台化記念のトークショー（出演：イーヴィルティガ、カミーラ、マグマ星人、友常勇気、相楽伊織）や、後藤正行のサイン会を実地した日もある。

### DARKNESS HEELS Morning Sabbat 〜夜明けのコーヒーとともに〜
円谷プロ史上最大の祭典「TSUBURAYA CONVENTION」内プログラムとして東京ドームホテル B1階 大宴会場「天空」にて開催された。（出演：青柳尊哉、渡辺邦斗、七瀬公、ダークネスヒールズ、マグマ星人、他）入場特典はダークネスヒールズのティーカップセット。
開演時間が午前の09:50だったことから「モーニングサバト」「夜明けのコーヒー」というイベントタイトルになっている。
プログラム内容はダークネスヒールズによるオープニングアクト、ジャグラス ジャグラー、伏井出ケイ、霧崎によるクロスオーバー朗読劇「闇の喫茶店お三人様」、トークショー、プレゼントタイム、写真撮影タイム、ダークネスヒールズとキャスト陣によるお見送り。

#### 「闇の喫茶店お三人様」
中野貴雄脚本による5章からなる朗読劇。朗読劇のタイトルではあるが、実際にはキャストは舞台上で台本を持たずに演技を行い、コーヒーや携帯電話の小道具を駆使して演じる舞台劇であった。ウルトラマントレギアも霧崎の「心の声」として出演している。

## 舞台

### DARKNESS HEELS〜THE LIVE〜
2019年9月18日から23日まで、東京・シアター1010にて全10公演が行われた。それに先駆け、プレビュー公演が同年9月13日に新座市民会館にて公演されている。
スタッフ
- 脚本・演出：久保田唱

キャスト
- ウルトラマンベリアル - 校條拳太朗
- ジャグラス ジャグラー - 谷佳樹
- イーヴィルティガ - 友常勇気
- ダークザギ - 古谷大和
- カミーラ - 相楽伊織
- 惑星アバン
  - ノーム・ジェイ - 影山達也
  - ワード・ロレッテ - 田中しげ美
  - レジーナ・ロレッテ - 諸塚香奈実
  - ダッシュ・ロレッテ - 佐藤祐吾
  - クレスト・ハーロイ - 後藤健流

- O-50
  - パルビナ・ルイ - 宮崎理奈
  - ルーク・バセン - 白柏寿大
  - ロンメル - 近藤雄介
  - セシル・ソリア - 松村泰一郎
  - ボダイ - 香音有希

- 惑星テリオからの刺客
  - シャルム・フィーラー - 杉江優篤
  - ギア・メイ - 春原優子
  - ファルコス・ミザイ - 早乙女じょうじ
  - シュシュ - 夏目愛海
  - モリア - 丸山貢治
  - コア - 力丸佳大
  - ヤスカ - 天音みほ
  - ハルカ - 堀越せな
  - ヒュース・アーディ - 佐川大樹

- アクションアンサンブル - 常光博武、高田紋吉、澤田圭佑、小川亮、坂元恭平、知久継道

### DARKNESS HEELS〜THE LIVE〜SHINKA
あるいは「深化版」とも称される。2019年12月5日から15日まで、東京・CBGKシブゲキ!!にて全15公演が行われた。
初演を基盤とした全キャストが出演するメインストーリーと合わせ、初演では描かれなかったDARKNESS HEELSの各々に焦点を当てた5つのサイドストーリーを、日替わりで演じる。
当初、ダークザギ役は初演からの続投で古谷大和が予定されていたが、怪我のために降板している。
スタッフ
- 脚本・演出：久保田唱

キャスト
- ウルトラマンベリアル - 石渡真修
- ジャグラス ジャグラー - 上仁樹
- イーヴィルティガ - 友常勇気
- ダークザギ - 神里優希
- カミーラ - 相楽伊織
- 惑星アバン
  - ノーム・ジェイ - 影山達也
  - ワード・ロレッテ - 田中しげ美
  - レジーナ・ロレッテ - 諸塚香奈実
  - ダッシュ・ロレッテ - 岩崎良祐
  - クレスト・ハーロイ - 松田将希
  - エメリ・アメリ - 富田麻帆

- O-50
  - パルビナ・ルイ - 宮崎理奈
  - ルーク・バセン - 白柏寿大
  - ロンメル - 近藤雄介
  - セシル・ソリア - 田中崇士
  - ボダイ - 香音有希

- 無所属
  - ヒヨ - 根岸愛

- 惑星テリオからの刺客
  - シャルム・フィーラー - 杉江優篤
  - ギア・メイ - 春原優子
  - ファルコス・ミザイ - 早乙女じょうじ
  - シュシュ - 高橋紗妃
  - グレゴ - 岩田栄慶
  - モリア - 丸山貢治
  - コア - 力丸佳大
  - ヤスカ - 天音みほ
  - ハルカ - 堀越せな
  - ヒュース・アーディ - 佐川大樹

- アクションアンサンブル - 浅葱春人、岡野一平、坂元恭平、高田紋吉、橋本直也、渡辺誠也

### DARKNESS HEELS〜THE LIVE〜2022
2022年9月15日から20日まで、東京・シアター1010にて公演が行われた。
スタッフ
- 脚本・演出：久保田唱

キャスト
- ウルトラマンベリアル - 八木将康
- ジャグラス ジャグラー - 谷佳樹
- イーヴィルティガ - 正木郁
- ダークザギ - 樋口裕太
- カミーラ - 小田えりな（AKB48）
- 惑星アバン
  - ノーム・ジェイ - 大見洋太
  - ワード・ロレッテ - 大浦龍宇一
  - レジーナ・ロレッテ - 赤坂麻凪
  - ダッシュ・ロレッテ - 富本惣昭
  - クレスト・ハーロイ - 東井隆希
  - エメリ・アメリ - 間島和奏

- O-50
  - パルビナ・ルイ - 北澤早紀（AKB48）
  - ルーク・バセン - 大久保樹
  - ロンメル - 晃映ヒロ
  - セシル・ソリア - 佐藤智広
  - ボダイ - 平山空

- 惑星テリオからの刺客
  - シャルム・フィーラー - 鈴木翔音
  - ギア・メイ - 中野郁海
  - ファルコス・ミザイ - 本間健太
  - シュシュ - 河内美里
  - モリア - 添田翔太
  - コア - 力丸佳大
  - ヤスカ - 石川凜果
  - ハルカ - 白井琴望
  - ヒュース・アーディ - 平賀勇成

- アクションアンサンブル - 相田真滉、光永ヒロト、田中翔大、森川大輝、千枝義人、小田啓司

## リアル謎解きゲーム
2019年11月23日から12月22日まで、なぞともカフェ渋谷店シアタースペースにて公演型のリアル謎解きゲーム『DARKNESS HEELS（仮名表記でダークネスヒールズとも） 大宇宙牢獄からの脱獄』が催された。制作団体はなぞともカフェの運営もしているバンダイナムコアミューズメント。

## 漫画
綱島志朗による漫画版が『DARKNESS HEELS -Lili-』のタイトルで『ComicWalker』（KADOKAWA）にて連載されていた。
時系列は『DARKNESS HEELS〜THE LIVE〜』の後となっている。また、本作の怪獣はバトルナイザーを使って呼び出す設定になっており、平成三部作（ウルトラマンティガ、ウルトラマンダイナ、ウルトラマンガイア）の怪獣たちが登場するほか、ウルトラマントレギアも登場する。
登場人物
リリ・アーカイヴ
惑星フースに住む少女で、内戦を鎮圧する暴徒鎮圧部隊の戦闘員。
アーリ・アーカイヴ
リリの母。現在は行方不明になっている。
サイロ
リリの上官にあたる鎮圧部隊の隊長。しかし、裏では不可解な行動を見せる。そして終盤、意外な正体が明らかとなる。
アイズ
ある惑星にて強盗殺人を行う集団「赤い盗賊団」に所属する人造人間。
登場怪獣
ホーリーデモンズ
ヒュース・アーディが作り出した怪獣。

### 書誌情報
- 漫画:綱島志朗 / 原作:円谷プロダクション 『DARKNESS HEELS -Lili-』 KADOKAWA、全2巻

1. 2022年3月2日発売[14]、ISBN 978-4-04-811174-4
2. 2022年7月27日発売[15]、ISBN 978-4-04-811180-5